# M52 (astronomia)
M 52 (conosciuto anche come NGC 7654) è un ammasso aperto visibile nella costellazione di Cassiopea. Dagli astrofili viene chiamato anche ammasso "sale e pepe".

## Osservazione

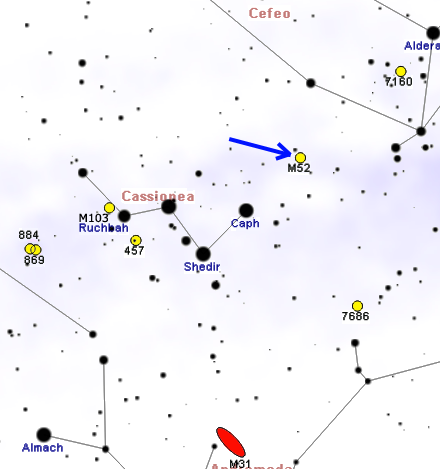
Mappa per individuare M52.

M52 si trova in una zona di cielo ricca di oggetti, grazie alla presenza della scia della Via Lattea, all'estremità occidentale della costellazione di Cassiopeia e al confine con quella di Cefeo; si individua tramite il proseguimento dell'allineamento fra le stelle α Cassiopeiae e β Cassiopeiae per la stessa distanza delle due stelle. Può essere osservato anche con un binocolo come un 8x30 o un 10x50, sebbene siano identificabili solo poche delle sue stelle membri, dominate da una stella giallognola di magnitudine 8,26, nettamente più luminosa delle altre, situata sul lato occidentale; un telescopio da 150mm di apertura mostra fino a una cinquantina di componenti molto piccole e vicine fra loro, mentre in un 250mm diventano oltre 150.
La sua declinazione è molto settentrionale: infatti quest'ammasso si presenta circumpolare da gran parte dell'emisfero boreale, come tutta l'Europa e in Nordamerica, fin oltre il tropico del Cancro; dall'emisfero australe invece è possibile osservarlo solo in prossimità dell'equatore. Il periodo migliore per la sua osservazione nel cielo serale è quello compreso fra agosto e gennaio; dalle regioni boreali è uno degli oggetti galattici più noti e osservati del cielo autunnale.

## Storia delle osservazioni
M52 fu individuato da Charles Messier nel 1774, il quale ne fornisce la seguente descrizione: "Ammasso di piccolissime stelle, mescolate con nebulosità, che può essere visto solo in un telescopio acromatico... è sotto la stella d di Cassiopeia..." L'ammiraglio Smyth lo descrive come un ammasso dalla forma irregolare, come pure Thomas Webb; Lord Rosse arriva a contare fino a 200 componenti.

## Caratteristiche

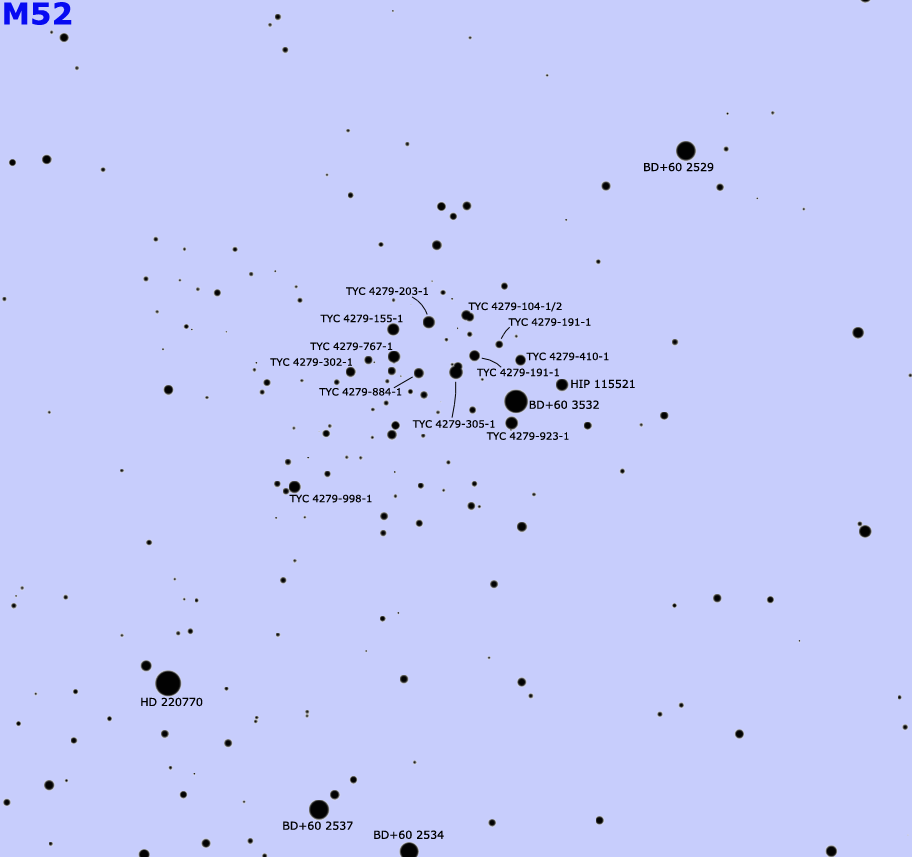
Mappa dettagliata di M52.

M52 è un ammasso estremamente ricco e compatto, con una densità media stimata di circa 3 stelle per parsec cubico, e addirittura fino a 50 stelle per parsec cubico nella zona centrale. Il suo diametro apparente è pari a 13 minuti d'arco, e un diametro reale di circa 19 anni luce.
Non si conosce la distanza esatta di questo ammasso dal nostro sistema solare: le stime vanno dai 3900 ai 4900 anni luce, ma viene accettato un valore sui 4500 anni luce (1380 parsec); queste differenze sono dovute principalmente al forte assorbimento interstellare che la sua luce incontra nella nostra direzione, che complica notevolmente il raggiungimento di una stima precisa.
L'età media stimata di M52 è di circa 160 milioni di anni, anche se le diverse stime riportano età comprese fra i 25 e i 158 milioni di anni; si tratta comunque di un ammasso relativamente giovane, che contiene diverse stelle di classe spettrale B, ossia stelle azzurre e massicce. La componente più luminosa sulla sequenza principale è di magnitudine 11 e di tipo spettrale B7. L'ammasso contiene anche cinque variabili pulsanti a lungo periodo di classe B (SPB) e una stella particolare di tipo Of: una stella estremamente calda con peculiari linee spettrali di elio ed azoto ionizzati. Nelle regioni interne dell'ammasso vi è una marcata assenza di materia interstellare, la quale è stata probabilmente espulsa dall'azione del vento stellare delle componenti maggiori oppure dall'esplosione di una o più supernovae in epoche passate; le regioni centrali di M52 appaiono anche prive di stelle particolarmente luminose e massicce, a differenza di come avviene in altri ammassi in cui è più evidente l'effetto della segregazione di massa.
Il processo di formazione stellare che ha portato alla nascita dell'ammasso sarebbe avvenuto in maniera sequenziale: secondo gli studiosi, le prime componenti ad essersi formate sarebbero le stelle di grande massa, mentre le stelle meno massicce si sarebbero formate successivamente e in un periodo di tempo molto più prolungato. Le stelle massicce sono esplose come supernovae nella fase iniziale della vita dell'ammasso.

### Libri
- (EN) Stephen James O'Meara, Deep Sky Companions: The Messier Objects, Cambridge University Press, 1998, ISBN 0-521-55332-6.

### Carte celesti
- Toshimi Taki, Taki's 8.5 Magnitude Star Atlas, su geocities.jp, 2005. URL consultato il 7 novembre 2010 (archiviato dall'url originale il 5 novembre 2018). - Atlante celeste liberamente scaricabile in formato PDF.
- Tirion, Rappaport, Lovi, Uranometria 2000.0 - Volume I - The Northern Hemisphere to -6°, Richmond, Virginia, USA, Willmann-Bell, inc., 1987, ISBN 0-943396-14-X.
- Tirion, Sinnott, Sky Atlas 2000.0 - Second Edition, Cambridge, USA, Cambridge University Press, 1998, ISBN 0-933346-90-5.
- Tirion, The Cambridge Star Atlas 2000.0, 3ª ed., Cambridge, USA, Cambridge University Press, 2001, ISBN 0-521-80084-6.